# Políptico da Capela-mor da Sé do Funchal
O Políptico da Capela-mor da Sé do Funchal é um políptico de doze pinturas a óleo sobre madeira criadas no período de 1512 a 1517, de que se desconhece os seus autores com precisão por falta de documentação definitiva, tratando-se provavelmente de obra colectiva com participação proeminente, pelas características estilísticas dos várias painéis, do artista luso-flamengo que se designa por Mestre da Lourinhã, Políptico que sempre fez e ainda faz parte do Retábulo do altar-mor da Sé do Funchal.
O majestoso Políptico da Capela-mor da Sé do Funchal é uma das raras obras retabulares da primeira metade do século XVI em Portugal que permaneceu intacta até aos nossos dias, com o seu arrojado revestimento de marcenaria lavrada e o conjunto sublime de doze pinturas no estilo cosmopolita do chamado  Mestre da Lourinhã.
Os doze painéis que compõem o Políptico da Capela-mor da Sé do Funchal estão divididos em três fiadas de quatro painéis cada, sendo a fiada superior sobre a Paixão de Cristo com Cristo no Horto, Cristo a Caminho do Calvário, Descida da Cruz e Ressurreição, a fiada do meio de quatro painéis sobre a Vida da Virgem Maria, sendo a Anunciação, a Natividade, Pentecostes e a Assunção da Virgem Maria, e a fileira inferior de quatro painéis sobre a Eucaristia, sendo Abraão e Melquisedeque, a Última Ceia, a Missa de São Gregório e a Apanha do Maná.
Para esta grandiosa obra trabalham três dos melhores artistas da corte de Lisboa, sendo dominante a “mão” do chamado Mestre da Lourinhã, que foi seguramente o autor da parte essencial das tábuas Abraão e Melquisedeque, Missa de São Gregório e Apanha do Maná, da fiada eucarística, e Jesus no Horto, Descida da Cruz e Ressurreição, da fiada superior (com cenas da Paixão), que mostram afinidades evidentes com as séries de Santiago de Palmela e da matriz das Caldas da Rainha. As tábuas da fiada central, Anunciação, Natividade, Pentecostes e Assunção da Virgem são distintas das anteriores e devem-se a um pintor cosmopolita que era bom conhecedor dos modelos da Oficina do Mestre de 1515 (Jorge Afonso) e com formação nessa escola, artista esse ainda de identidade incerta e que atuou aqui com o Mestre da Lourinhã em regime de parceria.

## Descrição
Apresenta-se a seguir a síntese da descrição dos doze painéis do Políptico da Capela-mor da Sé do Funchal, do cimo para a base, sendo a fileira de cima a da Paixão de Cristo, a do meio a da Vida da Virgem Maria e a de baixo a da Eucaristia.
Se o regime de parceria imperou na realização dos doze painéis, deve ser assinalada a nítida unidade que o conjunto revela a nível do desenho preparatório, mostrando que provavelmente houve um único mestre a definir e debuxar as “histórias”.

### Cristo no Horto

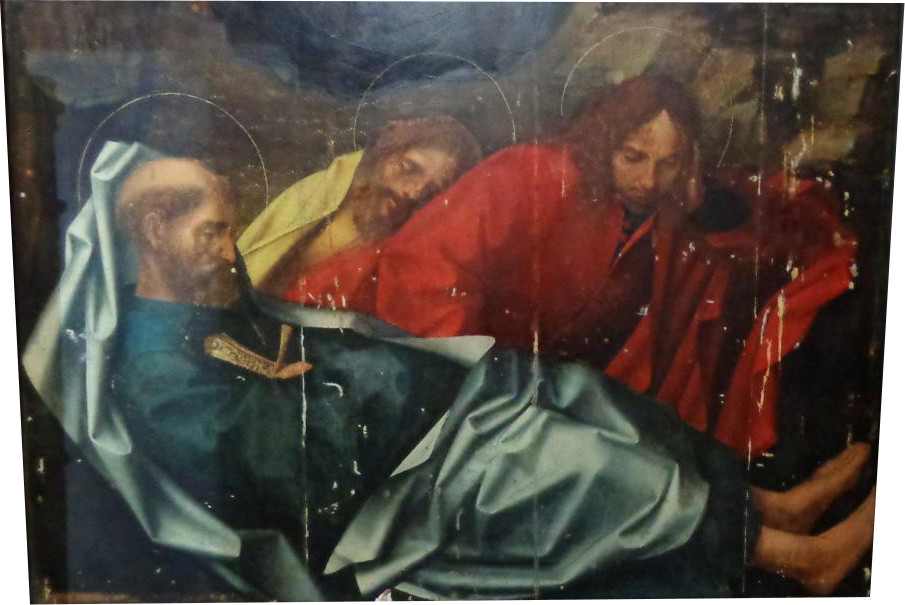
Pormenor de Cristo no Horto (1512-1517), do Mestre da Lourinhã, na Sé Catedral do Funchal.

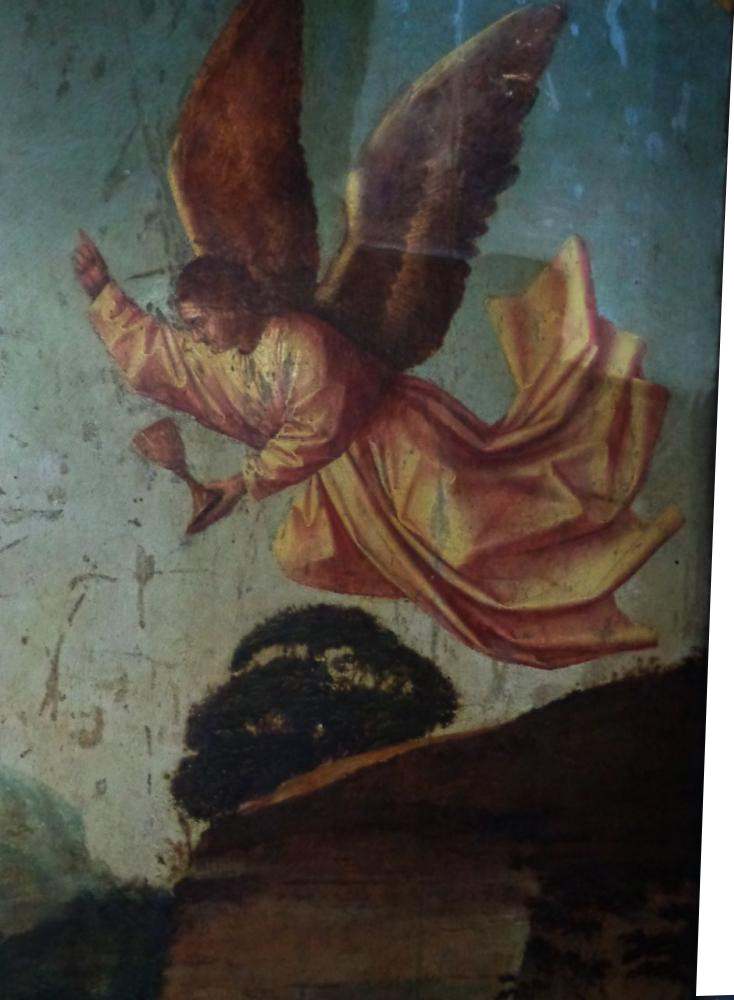
Pormenor de Cristo no Horto (1512-1517), do Mestre da Lourinhã, na Sé Catedral do Funchal.

Trata-se de um dos doze painéis do Políptico da Capela-mor da Sé do Funchal e representa o episódio bíblico da Agonia no Getsêmani.

### Cristo a Caminho do Calvário

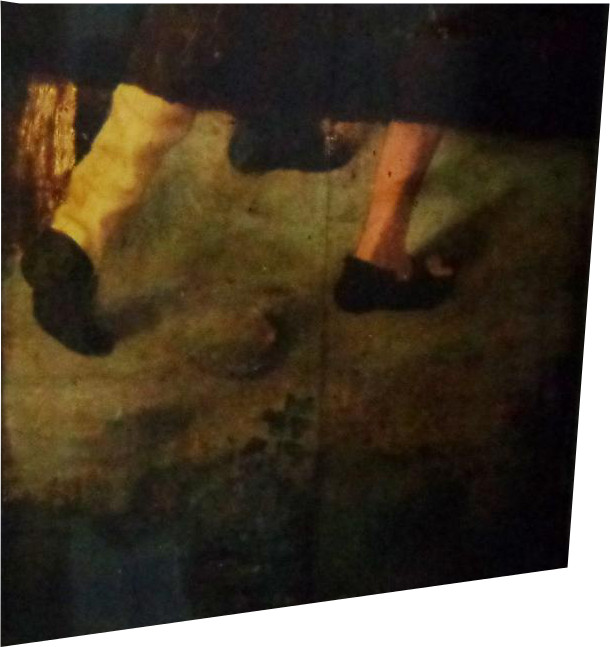
Pormenor de Cristo a Caminho do Calvário (1512-1517), do Mestre da Lourinhã, na Sé Catedral do Funchal.

Trata-se de um dos doze painéis do Políptico da Capela-mor da Sé do Funchal tendo de altura 167 cm e 88 cm de largura e representa o episódio bíblico do Caminho do Calvário por Cristo.
Cristo a caminho do Calvário, pintura da primeira fiada do Políptico e com dimensões maiores que as outras, é de soberba qualidade e apresenta características formais notabilíssimas, com matéria transparente e um desenho subjacente de finura irrepreensível, que a torna uma das melhores do conjunto e a distingue estilisticamente das duas “mãos” dominantes, podendo tratar-se de um intervenção isolada e que se liga ao estilo da oficina de Francisco Henriques.

### Descida da Cruz
Trata-se de um dos doze painéis do Políptico da Capela-mor da Sé do Funchal tendo de altura 167 cm e 88 cm de largura e representa o episódio bíblico da Descida da Cruz.

### Ressurreição

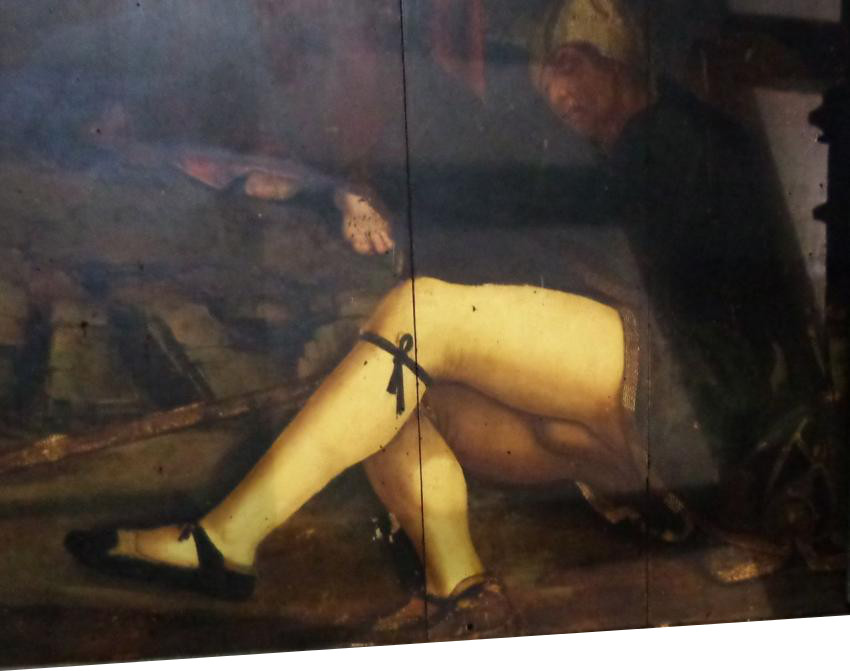
Pormenor de Ressurreição (1512-1517), do Mestre da Lourinhã, na Sé Catedral do Funchal.

Trata-se de um dos doze painéis do Políptico da Capela-mor da Sé do Funchal e representa o episódio bíblico da Ressurreição de Jesus.

### Anunciação
Trata-se de um dos doze painéis do Políptico da Capela-mor da Sé do Funchal e representa o episódio bíblico da Anunciação.

### Natividade

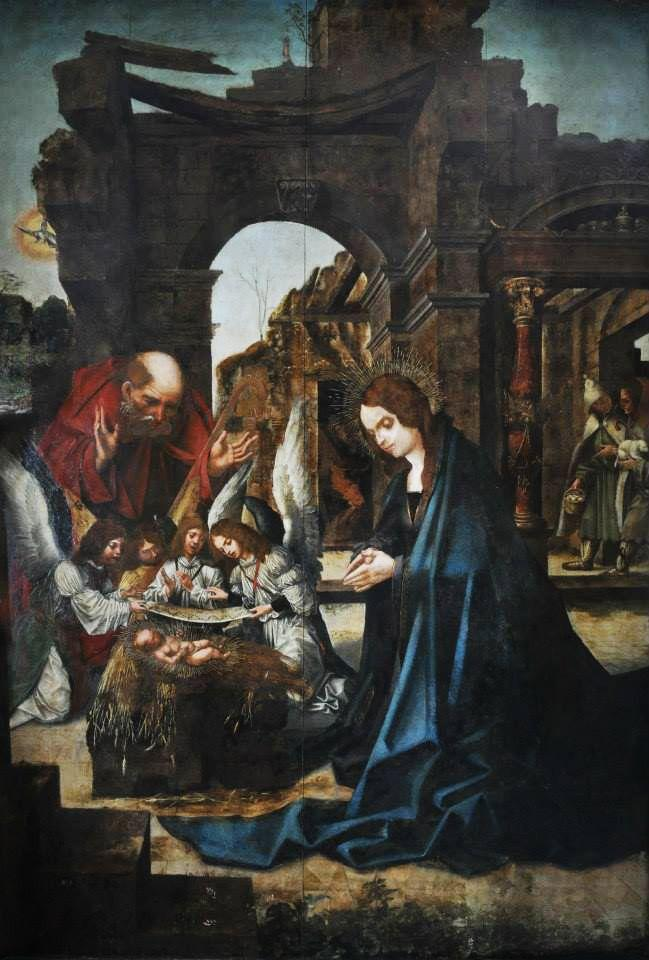
Natividade (1512-1517), do Mestre da Lourinhã, na Sé Catedral do Funchal.

Trata-se de um dos doze painéis do Políptico da Capela-mor da Sé do Funchal e representa o episódio bíblico da Natividade de Jesus.

### Pentecostes
Trata-se de um dos doze painéis do Políptico da Capela-mor da Sé do Funchal e representa o episódio bíblico do Pentecostes.

### Assunção da Vírgem Maria
Trata-se de um dos doze painéis do Políptico da Capela-mor da Sé do Funchal e representa o episódio bíblico da Assunção da Virgem Maria.

### Abraão e Melquisedeque

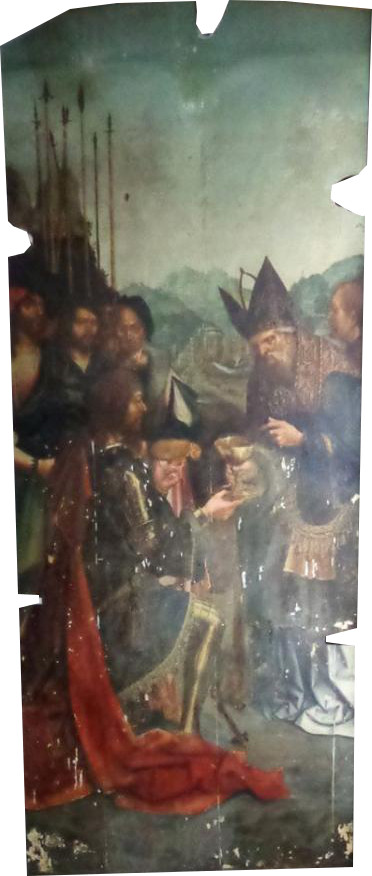
Pormenor de Abraão e Melquisedeque (1512-1517), do Mestre da Lourinhã, na Sé do Funchal.

Trata-se de um dos doze painéis do Políptico da Capela-mor da Sé do Funchal e representa o episódio bíblico do encontro entre Abraão e Melquisedeque. Em (Gênesis 14:17-24), Melquisedeque, sacerdote-rei de Salém e prefiguração de Cristo, oferece pão e vinho a Abraão que acaba de regressar de uma batalha vitoriosa sobre Quedorlaomer.

### Última Ceia
Trata-se de um dos doze painéis do Políptico da Capela-mor da Sé do Funchal e representa o episódio bíblico da Última Ceia.
Também a Última Ceia, na fiada inferior, se afasta em termos de estilo das duas “mãos” dominantes referidas, podendo ser uma intervenção direta de Francisco Henriques (ocupado de 1512 até à sua morte em 1518 com as obras da Relação, e que por isso só teria tido aqui, tal como sucedera na Charola de Tomar, a intervenção básica inicial.

### Missa de São Gregório
Trata-se de um dos doze painéis do Políptico da Capela-mor da Sé do Funchal e representa a história medieval da Missa de São Gregório.
A primeira versão da história apareceu, no século VIII, na biografia de São Gregório escrita por Paulo, o Diácono, segunda a qual, numa missa celebrada por Gregório, um dos presentes expressamente duvidou da presença de Cristo no momento da comunhão, tendo, por súplica de Gregório, Cristo aparecido sobre o altar rodeado pelos emblemas da Paixão.

### Apanha do Maná no Deserto
Trata-se de um dos doze painéis do Políptico da Capela-mor da Sé do Funchal e representa o episódio bíblico da recolha do Maná no deserto, quando o povo israelita liderado por Moisés após a fuga do Egipto rumava à terra prometida, conforme narrado no Êxodo 16:13-31.
Para Dagoberto Markl e Fernando Pereira, o rochedo ao centro deste painel do Políptico da Capela-mor da Sé do Funchal revela o conhecimento pelo Autor da gravura A Caminho do Mercado (imagem em baixo) de Martin Schongauer.

## História
Vítor Serrão atribui a autoria do Políptico da Sé do Funchal ao Mestre da Lourinhã que relaciona com o pintor Álvaro Pires. Manuel Batoréo considera os painéis deste Políptico uma obra eclética, de vários pintores do círculo de Lisboa, com o pintor Álvaro Pires encarregue dos painéis com a figura da Virgem Maria e ainda do painel da Apanha do Maná, um outro pintor teria pintado as três tábuas com características mais flamengas da segunda fileira, Cristo no Horto seria possivelmente de outro pintor, e um possível colaborador do Retábulo de São Tiago de Palmela teria pintado a Missa de São Gregório e Abraão e Melquisedeque da primeira fiada.
Alguns estudiosos atribuíram a execução e as imagens da estrutura ao mestre flamengo Olivier de Gand que foi autor dos retábulos da Sé Velha de Coimbra e do Convento de São Francisco de Évora, e do cadeiral do Convento de Cristo, em Tomar, pelas semelhanças entre as várias obras.

## Apreciação
Vítor Serrão destacou este Políptico como o melhor conjunto de pinturas da época de D. Manuel I que chegou íntegro até ao presente, tendo Fernando António Batista concordado referindo que apesar de existirem outros em bom estado, este é único devido a ainda ter a sua estrutura envolvente.
O Políptico, provável encomenda régia, constitui não só a obra mais espectacular do Mestre da Lourinhã, visível no seu contexto manuelino original, como serve de contraprova para a autoria de muitas obras individuais que vêm sendo pelo estilo associadas a este Mestre.
Para Dagoberto Markl e Fernando Pereira, o Políptico da Capela-mor da Sé do Funchal é sem dúvida uma das primeiras obras em terras portuguesas do Mestre da Lourinhã que datará aproximadamente de 1515, podendo este pintor flamengo ter sido um dos que acompanharam Francisco Henriques no regresso deste da sua viagem à Flandres em 1512, ou que foi convidado por este, cerca de 1510, para se deslocar a Portugal, tais são as afinidades estilísticas entre os dois e as afinidades temáticas existentes entre este Políptico e o Políptico do Convento de São Francisco de Évora.

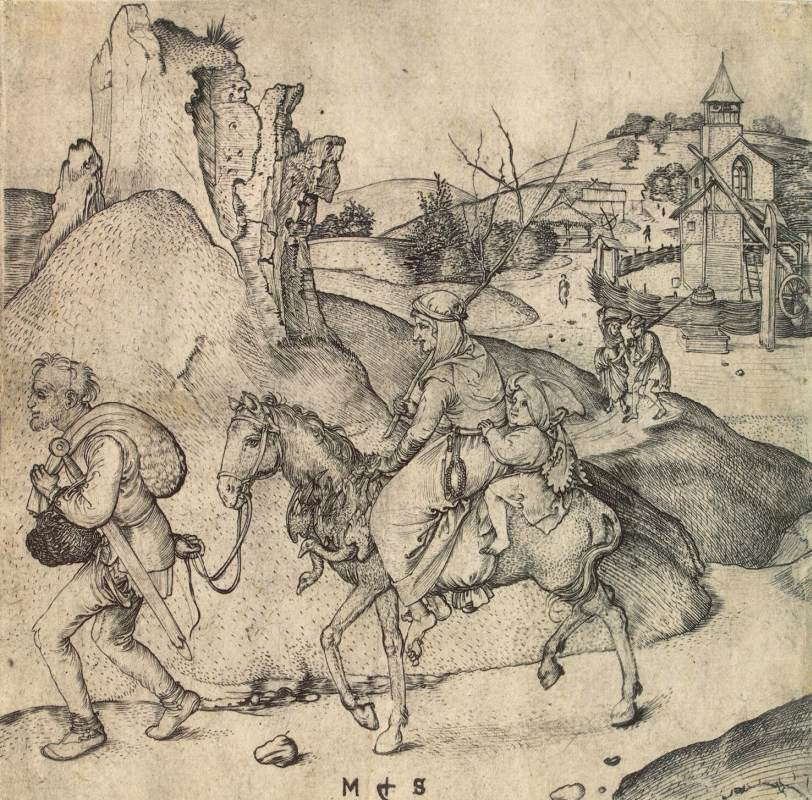
Família Camponesa a Caminho do Mercado (c. 1473 -1475), gravura de Martin Schongauer, no Hermitage.

### Ligação externa
- Página oficial da Sé do Funchal sobre a obra: